# Neoclassicisme

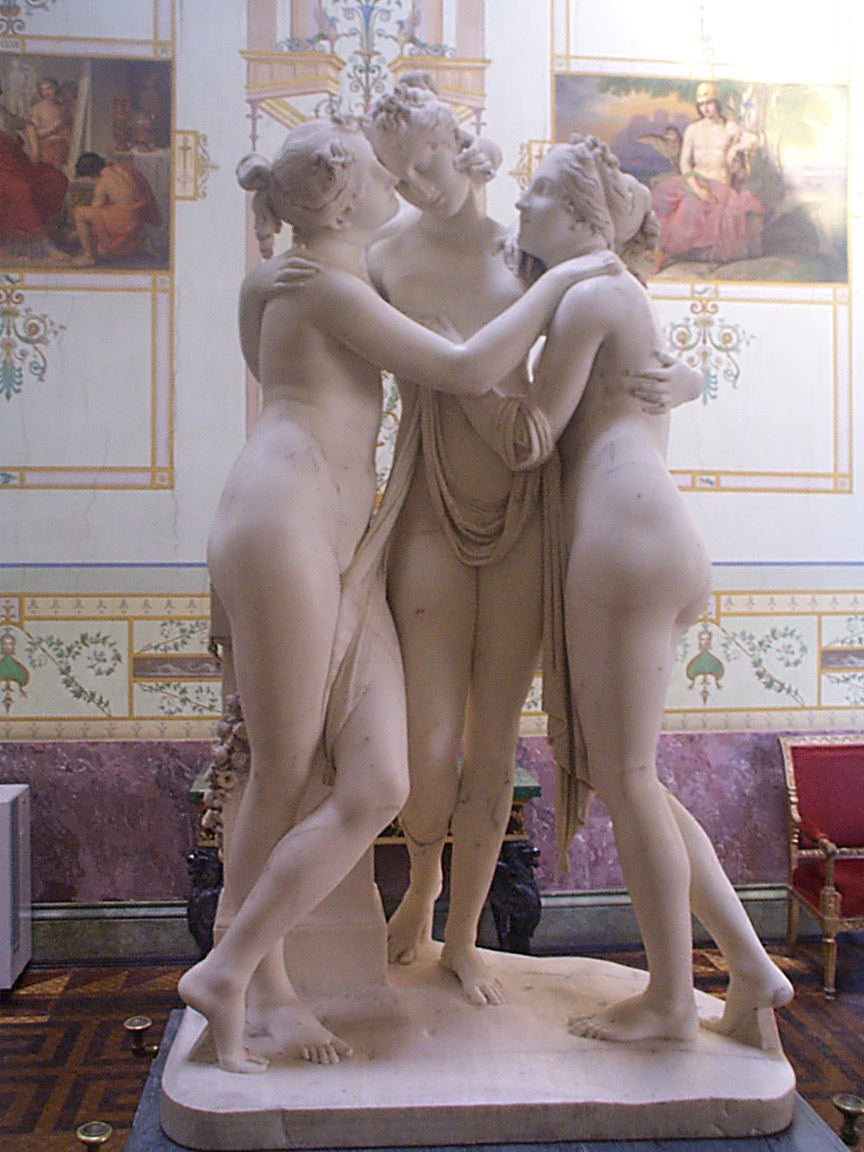
Antonio Canova, Les Tres Gràcies, castell de Belvoir, Leicestershire

El Neoclassicisme és un estil artístic inspirat en l'art clàssic (el grecoromà) i desenvolupat durant el segle xviii i principis del xix, com a reacció a les exageracions del Barroc i el Rococó. S'adopta un llenguatge artístic clar i ordenat. A França, s'associarà els valors de l'antiga Roma amb els de la Il·lustració fonamentats en la raó.

## Origen i desenvolupament

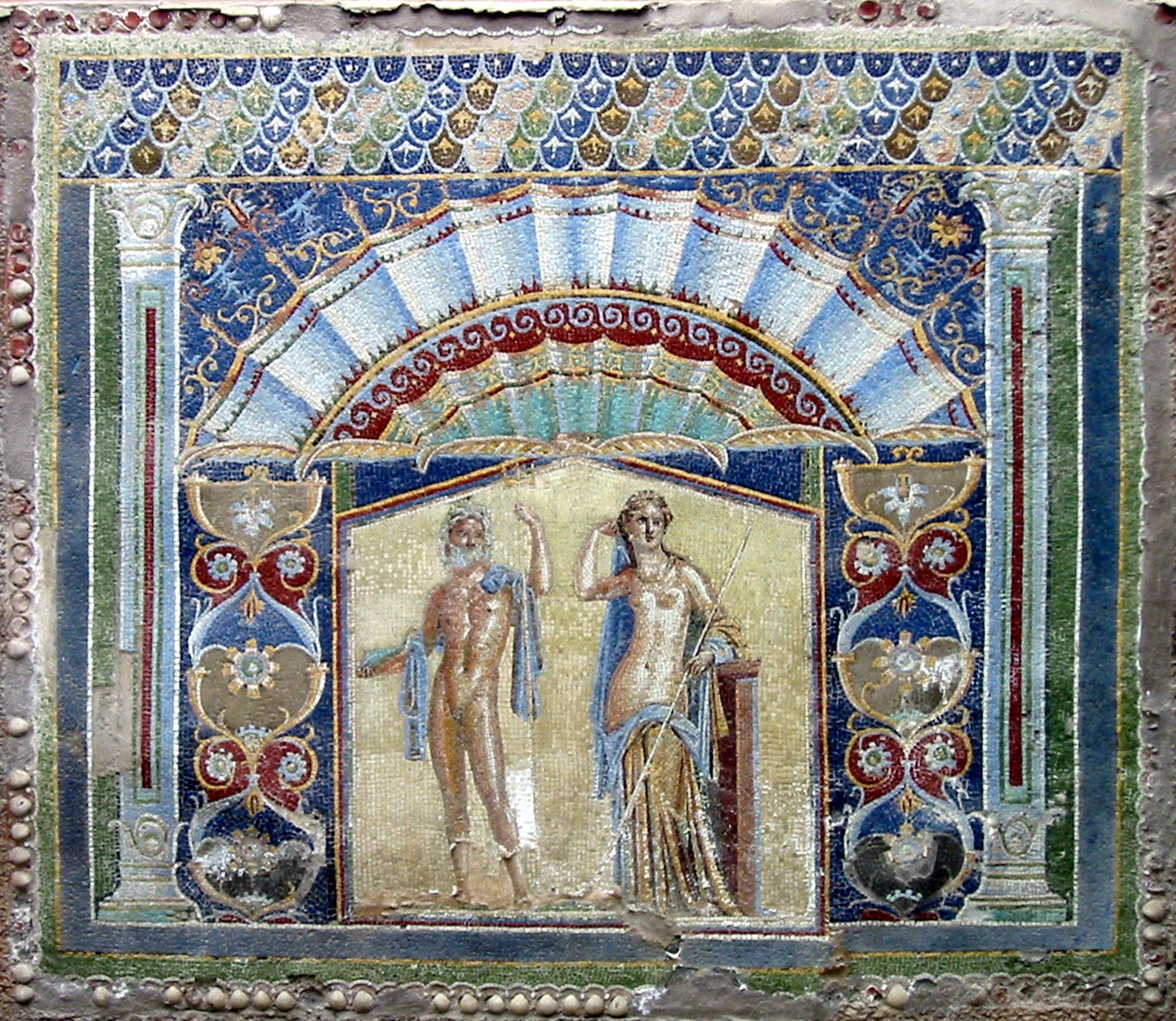
Mosaic d'Herculà

Moviment estètic de base intel·lectual europeu, prové de l'academicisme classicista cortesà, que imperava a França al darrer terç del segle xvii, resultant de l'acció de l'absolutisme en el camp cultural i del racionalisme hedonista de la nova burgesia.
Apareix per primer cop a Roma estimulat pels descobriments realitzats a Pompeia i a Herculà, el moviment es propaga ràpidament a França per l'intercanvi d'alumnes pintors i escultors de l'Acadèmia de França a Roma, a Anglaterra gràcies a la pràctica del Grand Tour realitzat per la joventut noble britànica, i de la resta del món. Basat en els principis de Winckelmann que preconitza una tornada als valors de virtut i de senzillesa de l'Antiguitat. Aquesta expressió nova d'un estil antic va voler reunir totes les arts en el que va rebre el nom de «el gran gust».
En una última etapa, es convertí en el vehicle d'una cultura burgesa racionalista i rigorista, ideològicament oposada a l'antic règim i els seus valors. Per això, darrerament, la crítica tendeix a reservar el concepte de neoclassicisme a la literatura d'inspiració clàssica produïda en el marc de les idees il·luministes o il·lustrades, fent-lo coincidir així, cronològicament amb les obres neoclàssiques en l'arquitectura i les arts plàstiques, alhora que aplica a les manifestacions anteriors el terme més genèric de classicisme.
Els gèneres típics d'aquest corrent són la tragèdia de tema clàssic, la comèdia de caràcters, la poesia pastoral, la sàtira i la faula didàctica.
El terme «neoclàssic» no es va utilitzar fins a mitjan segle xix, i en aquell moment l'estil es descrivia amb termes com «el veritable estil», «reformat» i «ressorgiment»; el que es considerava ressorgit variava considerablement. Certament, els models antics estaven molt implicats, però l'estil també es podria considerar com un ressorgiment del Renaixement, i sobretot a França com un retorn al barroc més auster i noble de l'època de Lluís XIV, pel qual s'havia desenvolupat una nostàlgia considerable, ja que la posició política i militar dominant de França va començar un greu declivi. El retrat de la coronació de Napoleó de Ingres fins i tot va agafar en préstec díptics consulars de l'antiguitat tardana i el seu ressorgiment de l'carolingi, per a la desaprovació dels crítics.

## Arquitectura neoclàssica

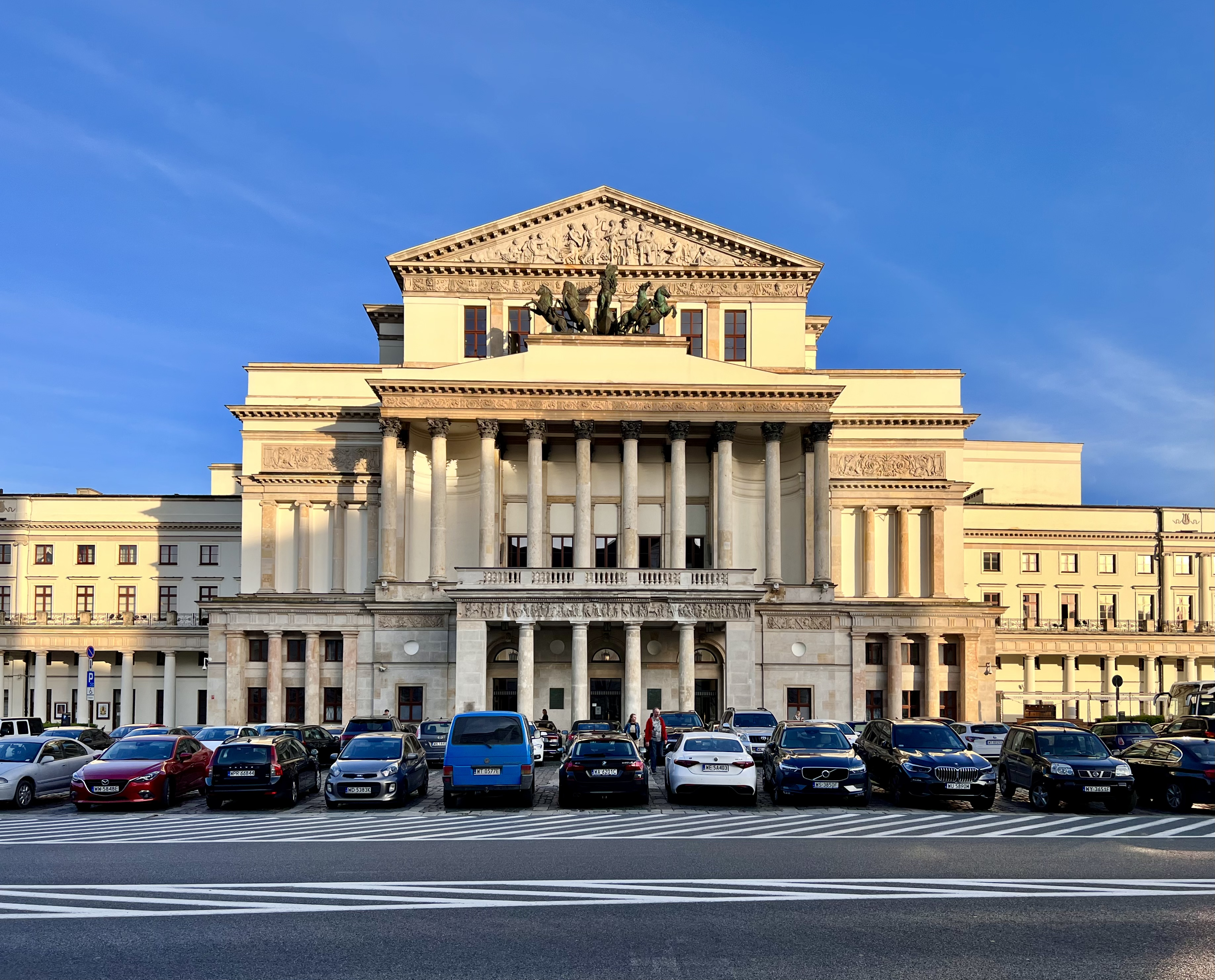
Teatre Wielki a Varsòvia

L'arquitectura neoclàssica rebutja l'ornamentació del rococó i s'inspira en els arts grec, etrusc, romà i fins i tot egipci. Desapareix progressivament l'arquitectura religiosa i es construeixen edificis públics amb finalitat civil: biblioteques, museus, pòrtics, etc. Napoleó, amb un ànim propagandístic, emula l'arquitectura romana (Arc de Triomf de l'Étoile a París). Als territoris germànics també triomfa el neoclassicisme arquitectònic. A Anglaterra, en canvi, el classicisme renaixentista no s'havia oblidat i durant el segle xviii s'exporta a les colònies nord-americanes.
Els arquitectes neoclàssics saben que un nou ordre social exigeix un nou ordre de la ciutat, i tots els seus projectes s'inscriuen en un pla de reforma urbanística. La nova ciutat haurà de tenir, com l'antiga, els seus monuments; però l'arquitecte haurà de preocupar-se també del desenvolupament social i funcional. Es construeixen esglésies a manera de temples clàssics, però també escoles, hospitals, mercats, duanes, ports, carrers, places. Els escultors i els pintors treballen per la ciutat: estàtues, ornaments, grans representacions històriques que serveixen d'exemple als ciutadans.
Cal distingir dues línies: una arquitectura que, en realitat, continua essent barroca, amb els seus postulats d'exaltació del poder i de l'autoritat, però que per voluntari desig de contrast amb el rococó va despullant-se dels seus elements i tendeix a una simplicitat quasi romana (el Panteó de París, de Soufflot; l'Òpera de Berlín, de Knobeldorf; la Porta d'Alcalá i el Ministeri d'Hisenda de Madrid de Sabatini), i una altra arquitectura, essencialment funcional i nua, carregada de vegades d'intenció simbòlica, que constitueix la veritable arquitectura de la raó, que tant va preocupar els revolucionaris per a posar-la al servei d'una societat nova.
A l'ideal barroc de la tècnica virtuosa li succeeix l'ideal neoclàssic de la tècnica rigorosa. La veritable tècnica de l'artista és la de projectar: tot l'art neoclàssic està rigorosament projectat. La realització és la traducció del projecte mitjançant instruments operatius que no són exclusius de l'artista, sinó que formen part de la cultura i de la manera de viure de la societat. En aquest procés tècnico-pràctic d'adaptació s'elimina per força el toc individual.
El neoclassicisme va continuar sent una força important en l'art acadèmic al llarg del segle xix i més enllà —una antítesi constant del Romanticisme o del Renaixement gòtic—, tot i que a partir de finals del segle xix sovint va ser considerat antimodern, o fins i tot reaccionari, en cercles crítics influents. Els centres de diverses ciutats europees, en particular Sant Petersburg i Múnic, van arribar a semblar-se molt als museus d'arquitectura neoclàssica.
L'arquitectura neogòtica (sovint lligada al moviment cultural romàntic), un estil originat al segle xviii que va créixer en popularitat al llarg del segle xix, contrastava amb el neoclassicisme. Mentre que el neoclassicisme es va caracteritzar per estils d'influència grega i romana, línies geomètriques i ordre, el retorn de l'arquitectura gòtica va posar èmfasi en els edificis d'aspecte medieval, sovint fets per tenir un aspecte rústic i «romàntic».

## Pintura neoclàssica

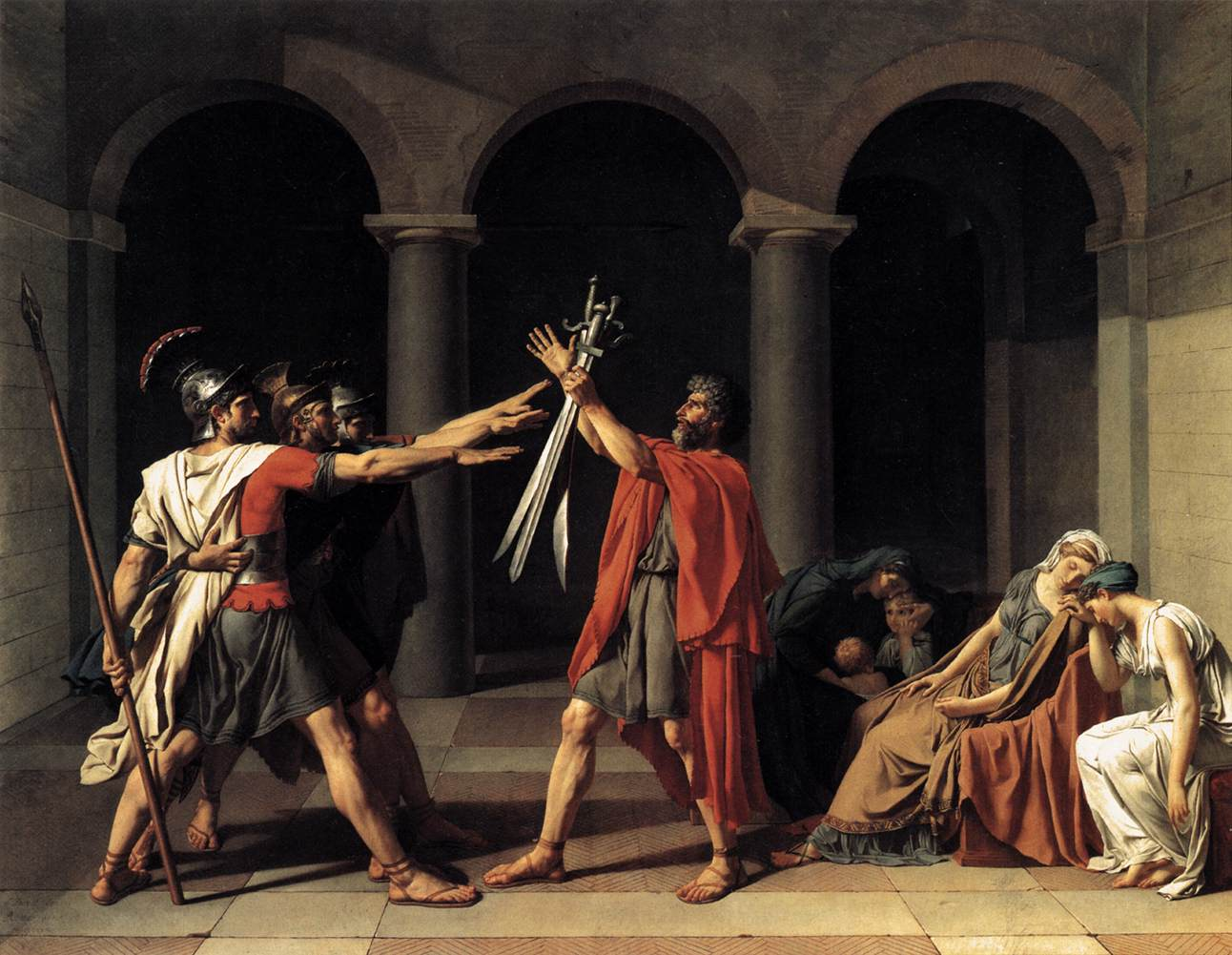
Jacques-Louis David, El jurament dels Horacis

La pintura neoclàssica se centra a Roma. A diferència de les típiques composicions de frescos del Barroc o del Rococó, la seva composició és simple: solament unes poques figures, en calma total, en posicions similars a les de les estàtues antigues, agafant una gran inspiració d'aquestes.
Els pintors neoclàssics no disposaven de models de pintura amb la facilitat que oferien l'arquitectura i l'escultura, de la qual es conservaven tantes mostres a Itàlia. Podien recórrer als relleus, però no era fàcil superar la pobresa cromàtica que oferien. Hi ha un predomini del dibuix sobre el color i un ús de colors purs per precisar-ne els contorns. Les decoracions dels gots de ceràmica i els baixos relleus van ser gairebé les úniques referències a l'abast dels artistes. La temàtica de les pintures gira entorn del món clàssic: figures nues i contingut ideològic, heroic i moralitzador.
Jacques-Louis David (1748–1825) va ser un dels màxims exponents de la pintura neoclàssica i qui reflectia la preocupació de l'època per la composició lògica i clara. Va posar els seus pinzells al servei dels ideals revolucionaris. Quan Napoleó va arribar al poder, David va ser nomenat pintor de cambra i responent a la petició del nou emperador, la seva obra esdevingué més emotiva, encara que sempre defugí l'estil romàntic.
Jean Auguste Dominique Ingres (1780–1867) va ser un altre gran pintor neoclàssic. Va dirigir l'École des Beaux-Arts, des de la qual va defensar la tradició de David.

## Escultura neoclàssica

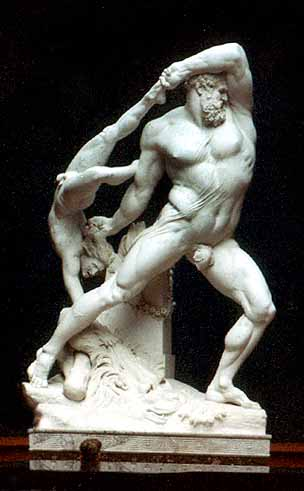
Antonio Canova, Hércules

També en l'escultura neoclàssica va pesar el record del passat, molt present si considerem el gran nombre de peces que les excavacions anaven traient a la llum, a més de les col·leccions que s'havien anat formant al llarg dels segles. Les escultures neoclàssiques es realitzaven en la majoria dels casos en marbre blanc, sense policromar, perquè així es pensava que eren les escultures antigues, predominant en elles la noble senzillesa i la serena bellesa que Winckelmann havia trobat en l'estatuària grega, tot i que també s'emprava el bronze. En aquests tipus d'escultura regna l'equilibri i la proporcionalitat gràcies al racionalisme. S'obtenien figures harmonioses basades en els models de l'antiguitat clàssica, puix que es considerava que les obres d'aquesta etapa eren d'una perfecció insuperable.
El seu representant més destacat va ser el venecià Antonio Canova, autor d'obres com el Monument al Papa Climent XIV, Venus i Psique o Hèrcules, l'anglès John Flaxman i el danès Bertel Thorvaldsen. L'estil neoclàssic europeu també va arribar als Estats Units, on la seva influència es va produir una mica més tard i s'exemplifica en les escultures de Rinehart William Henry. També cal destacar les figures dels catalans Damià Campeny, anomenat el «Canova català» i Antoni Solà

##### Temàtica
La temàtica de les escultures giraven principalment entorn de la mitologia i la seva omnipresència, tractada directament o bé al·legòricament. També esculpien figures religioses amb una idealització allunyada de les formes del Barroc. Els principals gèneres eren els retrats, monuments públics i funeraris.

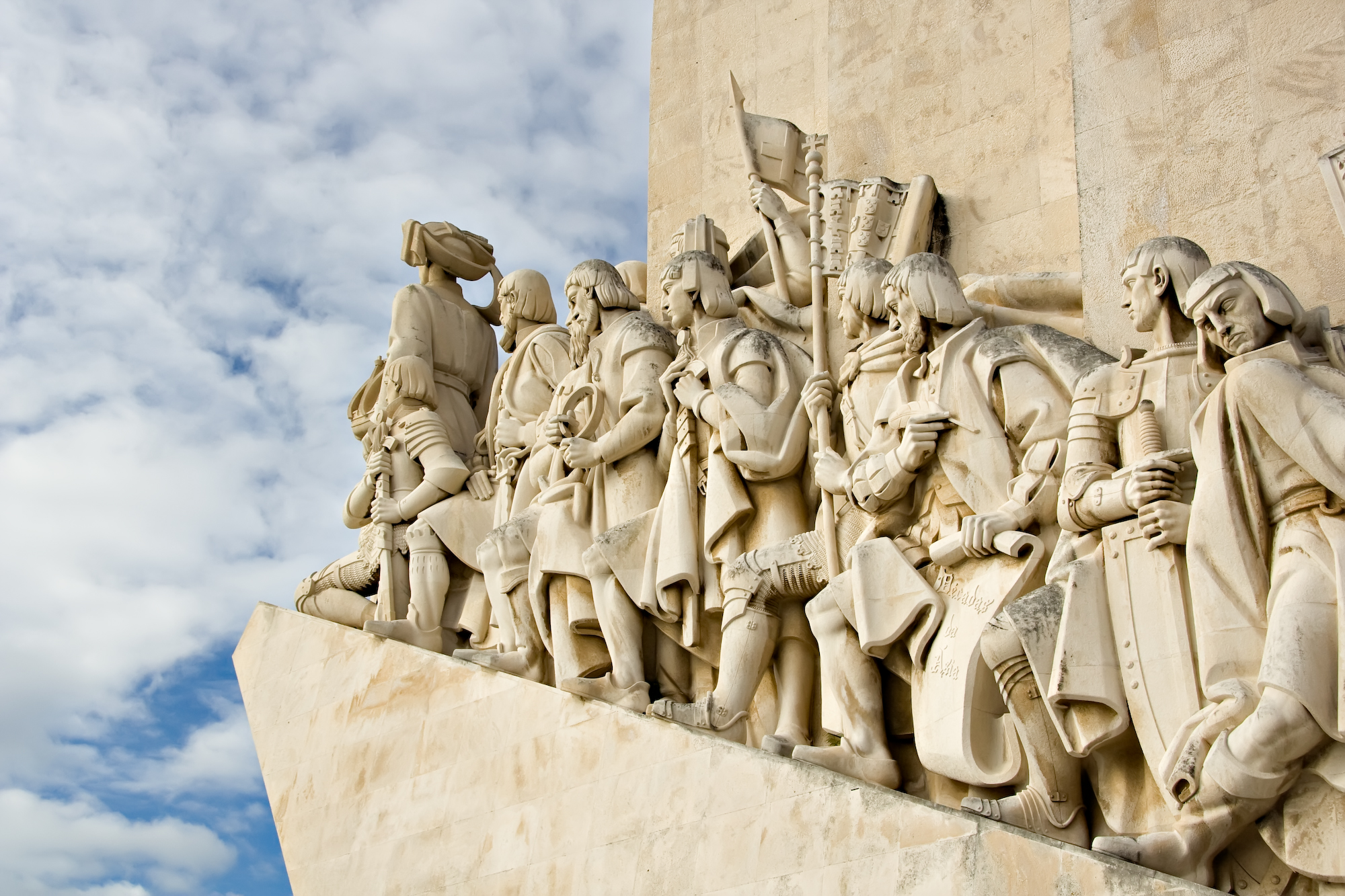
Monument als descobriments a Lisboa
Eros i Psique d'Antonio Canova

## Arts decoratives
En les arts decoratives, el neoclassicisme s'exemplifica en els mobles de l'Imperi fabricats a París, Londres, Nova York, Berlín; en mobles Biedermeier fets a Àustria; als museus de Karl Friedrich Schinkel a Berlín, al Banc d'Anglaterra de Sir John Soane a Londres i al llavors recentment construït «Capitoli» a Washington, D.C.; i als baixos relleus i gerros de «basalts negres» de Wedgwood. L'estil era internacional; l'arquitecte escocès Charles Cameron va crear interiors palatinats italians per a la Caterina II de Rússia, nascuda a l'Alemanya, al Sant Petersburg rus.

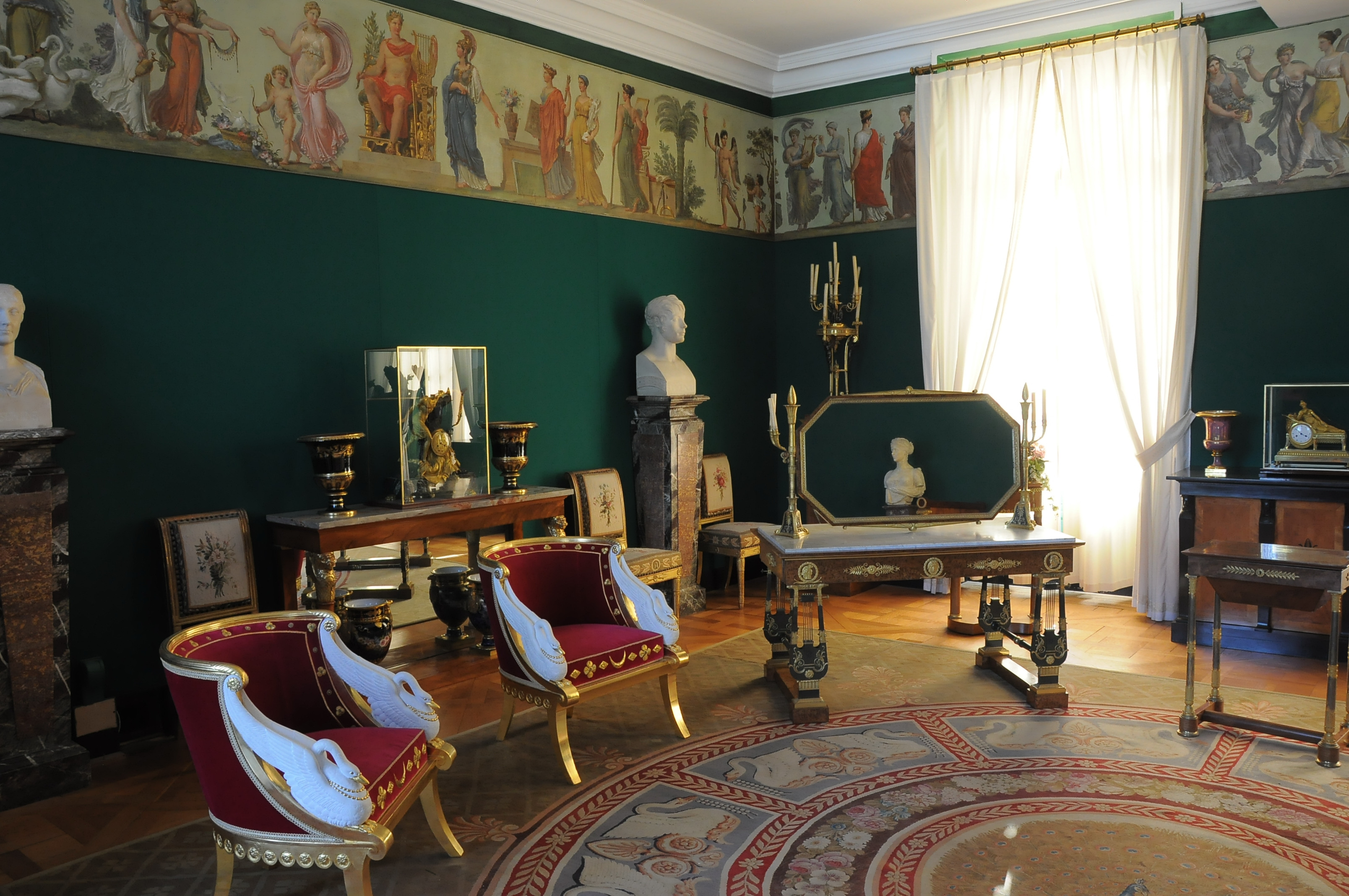
Château de Malmaison, 1800, habitació per a l'Emperatiu Josefina, a la cúspide entre l'estil directori i l'estil Imperi.

A l'interior, el neoclassicisme va fer un descobriment de l'interior clàssic genuí, inspirat en els redescobriments a Pompeia i Herculà. Aquests havien començat a finals de la dècada de 1740, però només van aconseguir una àmplia audiència a la dècada de 1760, amb els primers volums luxosos de distribució estretament controlada de Le Antichità di Ercolano (Les antiguitats d'Herculà). Les antiguitats d'Herculà van demostrar que fins i tot els interiors més classicitzadors del barroc, o les habitacions més «romanes» de William Kent es basaven en l'arquitectura exterior de la basílica i el temple a l'exterior a dins, d'aquí la seva aparença sovint grandiloqüent als ulls moderns: marcs de finestres amb frontons convertits en miralls daurats, xemeneies rematades amb fronts de temple. Els nous interiors pretenien recrear un vocabulari autènticament romà i genuïnament interior.
Les tècniques emprades en l'estil incloïen motius més plans i lleugers, esculpits en relleu semblant a un fris baix o pintats en monòtons en camaïeu, medallons o gerros aïllats o bustos o bucrani o altres motius, suspesos sobre guix de llorer o cinta, amb arabescs esvelts sobre fons, potser, de «roig de Pompeya» o tints pàl·lids, o colors pedra. L'estil a França era inicialment un estil parisenc, el Goût grec («estil grec»), no un estil de cort; quan Lluís XVI va accedir al tron el 1774, Maria Antonieta, la seva reina amant de la moda, va portar l'estil Lluís XVI a la cort. No obstant això, no hi va haver cap intent real d'utilitzar les formes bàsiques del moble romà fins al canvi de segle, i els fabricants de mobles tenien més possibilitats de manllevar de l'arquitectura antiga, de la mateixa manera que els argenters tenien més possibilitats de prendre de ceràmica i pedra antiga.
A partir del 1800, una nova afluència d'exemples arquitectònics grecs, vists a través d'aiguaforts i gravats, va donar un nou impuls al neoclassicisme, el Renaixement grec. Al mateix temps, l'estil Imperi va ser una onada més grandiosa del neoclassicisme en l'arquitectura i les arts decoratives. Basat principalment en els estils romans imperials, es va originar i va prendre el seu nom del govern de Napoleó al Primer Imperi francès, on es pretenia idealitzar el lideratge de Napoleó i l'estat francès. L'estil correspon a l'estil Biedermeier més burgès a les terres de parla alemanya, l'Estil regència a la Gran Bretanya, i l'estil Napoleó a Suècia. Segons l'historiador de l'art Hugh Honor «lluny de ser, com de vegades se suposa, la culminació del moviment neoclàssic, l'Imperi marca la seva ràpida decadència i transformació una vegada més en un simple renaixement antic, esgotat de totes les idees altíssimes i força de convicció que havien inspirat les seves obres mestres».

## Jardineria
A Anglaterra, la literatura augusta tenia un paral·lelisme directe amb l'estil augustià de disseny de paisatges. Els enllaços es veuen clarament a l'obra d'Alexander Pope. Els millors exemples supervivents de jardins anglesos neoclàssics són Chiswick House, Stowe House i Stourhead.

## Neoclassicisme als Països Catalans
A Catalunya, l'art neoclàssic va arribar més tard que a la resta de països europeus. De fet, fins al 1808 els artistes encara eren d'estil barroc, malgrat que es començava a notar el nou corrent estètic. Entre el 1808 i el 1814, en plena guerra de la Independència, no abundaven els encàrrecs artístics. De fet, el neoclassicisme va tenir una vida més aviat curta, tan sols del 1815 al 1835, any en el qual va prendre el relleu una nova generació d'artistes romàntics. Malgrat tot, l'escultura neoclàssica va ser vigent durant més temps.
Roma era la font inspiradora i el destí per als artistes. És allà on els catalans van fer les obres més purament neoclàssiques. La Junta de Comerç enviava a la ciutat italiana els joves artistes pensionats, perquè estudiessin a la Scuola de Nudo amb Canova, Thorvaldsen i els germans Camuccini. A més, a Roma es podien admirar i copiar les obres més belles de l'antiguitat, conservades als Museus Pio-Clementí i Capitoli o a les importants col·leccions de les grans famílies aristocràtiques. no és veritat.
La majoria d'artistes, però, quan tornaven a Catalunya es veien obligats, per les circumstàncies polítiques i socials, a dedicar-se a l'ensenyament. Va ser el cas de l'escultor Damià Campeny (1771–1855), que va viure a Roma del 1796 al 1815. Allà va modelar la Lucrècia, seguint la tipologia de retrats femenins asseguts pròpia de l'art romà i represa per gran part dels escultors de principi del segle xix. De nou a Barcelona, Campeny va fer el Pas del Sant Enterrament per al Gremi de Revenedors, una tipologia barroca tot i que interpretada amb formes classicistes. Nomenat professor de l'Escola de Dibuix, va abandonar quasi del tot la feina d'escultor, fins que el 1833 va firmar un contracte amb la Junta de Comerç. A canvi d'una pensió vitalícia, es comprometia a dur a terme algunes obres. Va treballar llavors la Cleòpatra i el Soldat almogàver vencent un cavaller francès.
Un altre escultor català, Ramon Belart (1776–1840), va seguir una sort semblant. Mentre estudiava a l'Acadèmia de Sant Ferran a Madrid va fer obres de formes i continguts clàssics, però un cop a Montblanc va sobreviure gràcies a l'èxit dels cristos crucificats.

### Literatura
Pel que fa a literatura, la seva aparició és relativament tardana (vers 1770), però l'emergència d'una burgesia activa arran de la revolució agrària i la dinamització comercial subsegüent a l'obertura dels mercats colonials fa que cap a la darreria del segle el moviment hi sigui bastant viu. Malgrat tot, per efectes de l'espanyolisme determinat pel centralisme borbònic i el col·laboracionisme intel·lectual en l'empresa del despotisme il·lustrat, molts escriptors emigren a la capital i, en tot cas, produeixen bàsicament en castellà, i encara més aviat unes obres erudites i científiques que no pas pròpiament literàries.
Hi ha, amb tot, una literatura neoclàssica en català, sobretot poètica, bé que esporàdica i, sovint, amb interferències de caràcter rococó, o fins i tot amb reminiscències barroques: Ferrera, Plana, Puigblanch. Les manifestacions rosselloneses d'imitació del classicisme francès no són pròpiament neoclàssiques. La traducció de la Zaïra de Voltaire per Sebastià Sibiuda i l'aparició d'un grup relativament nombrós de dramaturgs (Balanda i Sicart, Ribes, Ques, etc.) que reflecteixen la influència del teatre clàssic del Grand Siècle francès responen primordialment a intencions de proselitisme religiós. En canvi, a Menorca, integrada en l'estat anglès (que reconeix l'oficialitat del dialecte local) i amb una considerable prosperitat econòmica, una burgesia mercantil, modesta, però dinàmica, crea vers la mateixa època (la primera tragèdia de Joan Ramis és de 1769) un moviment neoclàssic centrat entorn de la Societat de Cultura de Maó (1778–1785), que es manifesta no sols en el teatre, sinó també en la poesia: els germans Ramis, Soler i Sans, Febrer i Cardona, Vicenç Albertí, entre d'altres.
Ara bé, als Països Catalans en general la reacció enfront de la Revolució Francesa i la guerra napoleònica provoquen un caos econòmic i polític, una paralització cultural i, alhora, una radicalització política, tant a la dreta com a l'esquerra, de la literatura, que tendeix a utilitzar les tècniques i les formes de la tradició popular amb finalitats de propaganda.
El neoclassicisme perdura, amb tot, fins molt tard (el 1823 Altés i Gurena encara tradueix Voltaire). L'aparició el 1823 del setmanari El Europeo marca ja la irrupció, momentàniament ajornada, del romanticisme.

## Neoclassicisme tardà

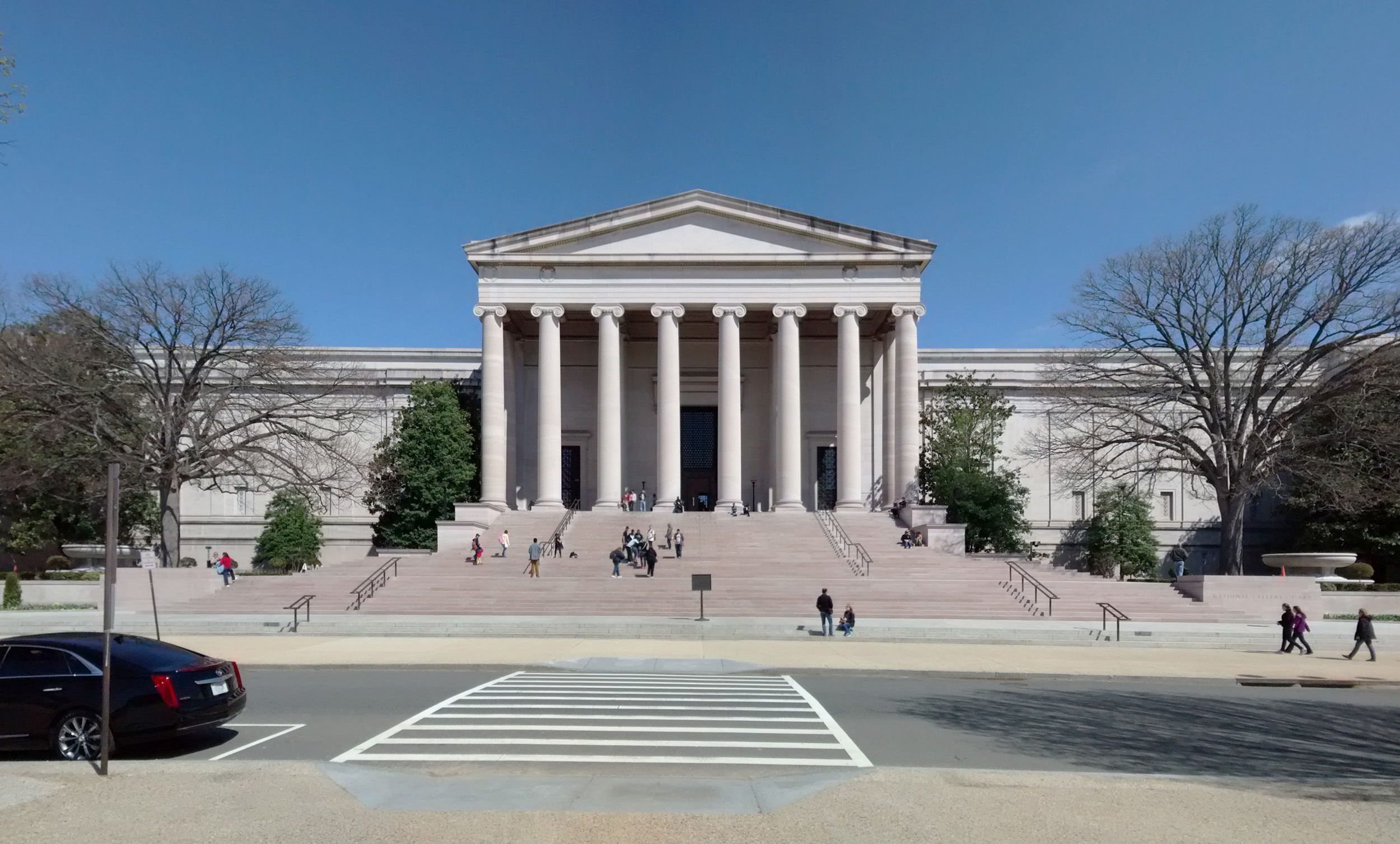
L'edifici Oest (1941) de la National Gallery of Art a Washington.

En l'arquitectura estatunidenca, el neoclassicisme va ser una expressió del moviment Renaixement estatunidenc, ca. 1890–1917; la seva darrera manifestació va ser a l'arquitectura, i els seus grans projectes públics finals van ser el Lincoln Memorial (molt criticat en aquell moment), la National Gallery of Art a Washington, DC (també molt criticada per la comunitat arquitectònica per ser un pensament endarrerit i antic en el seu disseny), i el Memorial Roosevelt del Museu Americà d'Història Natural. Aquests es consideraven anacronismes estilístics quan es van acabar. Al Raj britànic, la planificació de la ciutat monumental de Sir Edwin Lutyens per a Nova Delhi marca l'ocàs del neoclassicisme. La Segona Guerra Mundial havia de trencar l'anhel (i la imitació) d'una època mítica.
Arquitectes modernistes conservadors com Auguste Perret a França van mantenir el ritme i l'espaiat de l'arquitectura columnar fins i tot als edificis de les fàbriques. Allà on una columnata hauria estat qualificada de «reaccionària», els panells canalats semblants a una pilastra d'un edifici sota un fris repetit semblaven «progressistes». Pablo Picasso va experimentar amb motius classicistes els anys immediatament posteriors a la Primera Guerra Mundial, i l'estil Art Deco que va passar a primer pla després de l'Exposition des Arts Décoratifs de París de 1925, sovint es basava en motius neoclàssics sense expressar-los obertament: calaixera dura en forma de bloc de É.-J. Ruhlmann o Süe & Mare; frisos nítids i de baix relleu de damisel·les i gaseles en tots els mitjans; vestits de moda que estaven drapats o tallats al biaix per recrear les línies gregues; el ball d'art d'Isadora Duncan; l'estil Streamline Moderne de les oficines de correus dels Estats Units i dels edificis dels tribunals del comtat construïts fins al 1950; i la dime de Roosevelt.
Hi va haver tot un moviment artístic del segle xx que també es va anomenar Neoclassicisme. Englobava almenys la música, la filosofia i la literatura. Va ser entre el final de la Primera Guerra Mundial i el final de la Segona Guerra Mundial.
Aquest moviment literari neoclàssic rebutjava el romanticisme extrem de (per exemple) Dada, a favor de la moderació, la religió (concretament el cristianisme) i un programa polític reaccionari. Encara que les bases d'aquest moviment a la literatura anglesa van ser posades per T. E. Hulme, els neoclàssics més famosos van ser T. S. Eliot i Wyndham Lewis. A Rússia, el moviment va cristal·litzar ja l'any 1910 sota el nom d'Acmeisme, amb Anna Akhmàtova i Óssip Mandelstam com a principals representants.

### En música
Neoclassicisme a la música és un moviment del segle xx; en aquest cas són els estils musicals clàssics i barroc dels segles xvii i xviii, amb la seva afició pels temes grecs i romans, els que s'estaven recuperant, no la música del mateix món antic. El moviment va ser una reacció a la primera part del segle xx al cromatisme disgregador del romanticisme tardà i l'impressionisme, sorgint paral·lelament al modernisme musical, que pretenia abandonar totalment la tonalitat.

### Arquitectura a Rússia i la Unió Soviètica

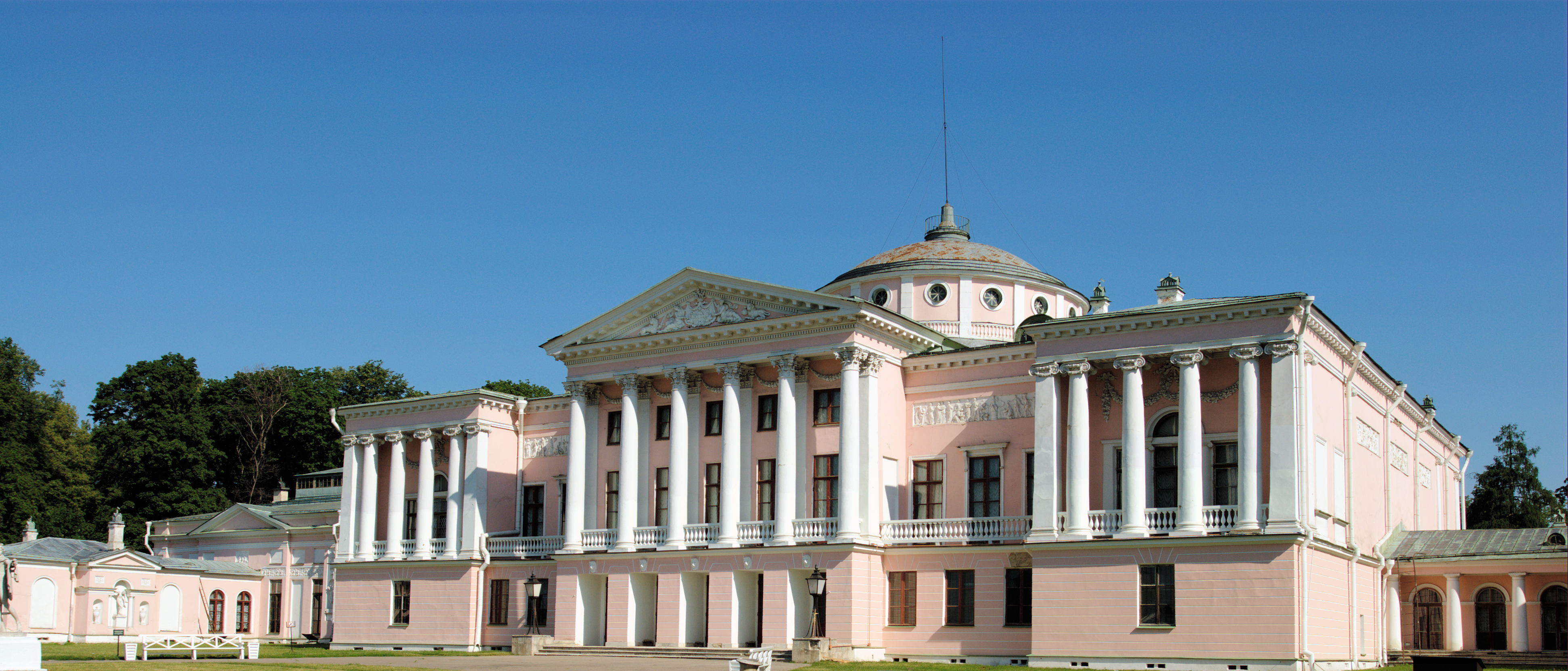
Palau Ostankino, dissenyat per Francesco Camporesi i acabat el 1798, a Moscou, Rússia.

Entre 1905 i 1914 l'arquitectura russa va passar per un període breu, però influent de neoclassicisme; la tendència va començar amb la recreació de l'estil Imperi del període alexandrí i ràpidament es va expandir cap a una varietat d'escoles neorrenaixentistes, pal·ladianes i modernitzades, però reconeixiblement clàssiques. Estaven dirigits per arquitectes nascuts a la dècada de 1870, que van assolir el màxim creatiu abans de la Primera Guerra Mundial, com Ivan Fomin, Vladimir Shchuko i Ivan Zholtovsky. Quan l'economia es va recuperar a la dècada de 1920, aquests arquitectes i els seus seguidors van continuar treballant en un entorn principalment modernista; alguns, com Zholtovsky, van seguir estrictament el cànon clàssic, altres (Fomin, Schuko, Ilya Golosov) van desenvolupar els seus propis estils modernitzats.

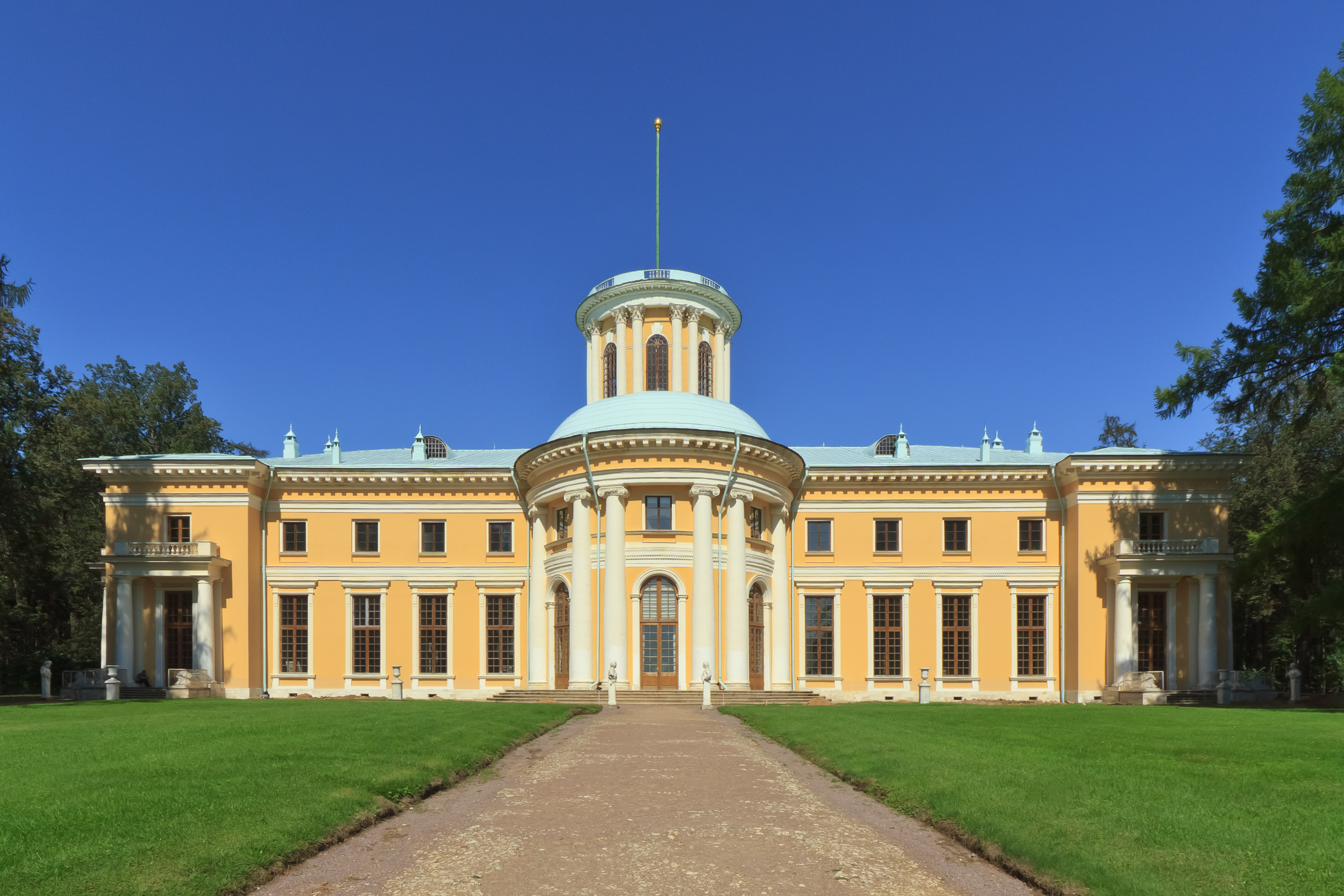
Palau d'Arkhàngelsk.

Amb la repressió contra la independència dels arquitectes i la negació oficial del modernisme (1932), demostrada pel concurs internacional pel Palau dels Soviets, el neoclassicisme es va promoure instantàniament com una de les opcions de l'arquitectura estalinista, encara que no l'única opció. Va conviure amb l'arquitectura moderadament modernista de Boris Iofan, limitant amb l'Art Deco contemporani (Schuko); de nou, els exemples més purs de l'estil van ser produïts per l'escola Zholtovsky que va romandre un fenomen aïllat. La intervenció política va ser un desastre per als líders constructivistes, però va ser sincerament acollida pels arquitectes de les escoles clàssiques.
El neoclassicisme va ser una opció fàcil per a l'URSS, ja que no es basava en les tecnologies de construcció modernes (amb estructures d'acer o formigó armat) i es podia reproduir en la maçoneria tradicional. Així, els dissenys de Zholtovsky, Fomin i altres vells mestres es van reproduir fàcilment en ciutats remotes sota un estricte racionament material. La millora de la tecnologia de construcció després de la Segona Guerra Mundial va permetre als arquitectes estalinistes aventurar-se en la construcció de gratacels, encara que estilísticament aquests gratacels (inclosa l'arquitectura «exportada» del Palau de la Cultura i la Ciència de Varsòvia i el Centre de Convencions Internacional de Xangai) comparteixen poc amb els models clàssics. El neoclassicisme i el neorenaixement van persistir en projectes residencials i d'oficines menys exigents fins al 1955, quan Khrusxov va posar fi a la costosa arquitectura estalinista.

### Arquitectura neoclàssica alseglexxi

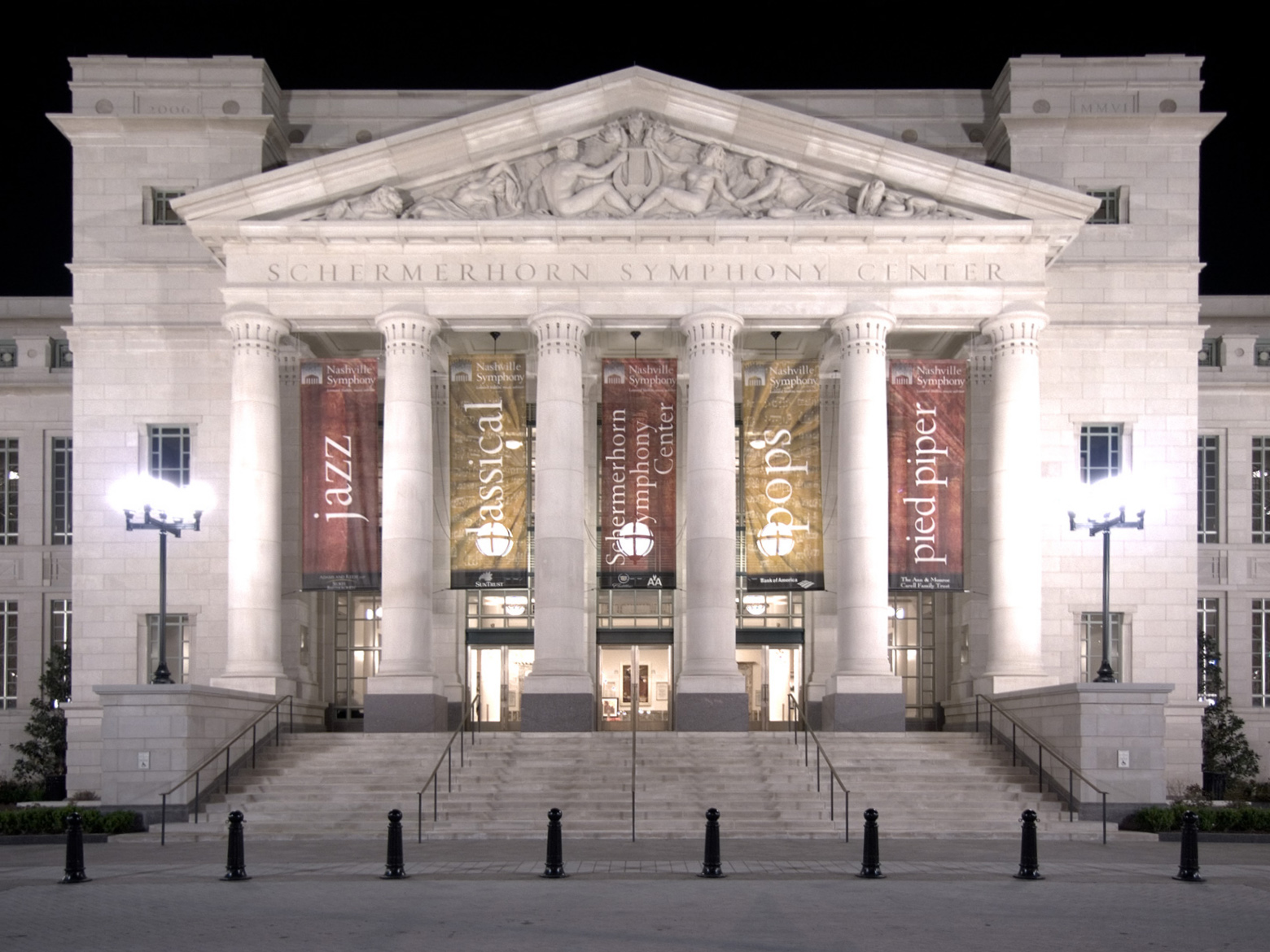
Schermerhorn Symphony Center, 2006.

Després d'una pausa durant el període de domini arquitectònic modern (aproximadament després de la Segona Guerra Mundial fins a mitjans dels anys vuitanta), el neoclassicisme ha vist una mica de ressorgiment.
A partir de la primera dècada del segle xxi, l'arquitectura neoclàssica contemporània se sol classificar sota el terme paraigua de Nova arquitectura clàssica. De vegades també s'anomena neohistoricisme o tradicionalisme. També, una sèrie de peces de l'arquitectura postmoderna s'inspiren i inclouen referències explícites al neoclassicisme, al Quartier Antigone i al Teatre Nacional de Catalunya a Barcelona entre ells. L'arquitectura postmoderna de vegades inclou elements històrics, com columnes, capitells o timpans.
Per a l'arquitectura sincera d'estil tradicional que s'adhereix a l'arquitectura regional, els materials i l'artesania, s'utilitza principalment el terme arquitectura popular. El Premi Driehaus s'atorga als principals col·laboradors en el camp de l'arquitectura popular o clàssica del segle xxi, i ve amb un premi en metàl·lic el doble que el del modernista Premi Pritzker.
Als Estats Units, es construeixen diversos edificis públics contemporanis en estil neoclàssic, com el Schermerhorn Symphony Center de Nashville de 2006.
A Gran Bretanya, un nombre d'arquitectes continuen l'estil neoclàssic. Alguns exemples del seu treball inclouen dues biblioteques universitàries: la Biblioteca Maitland Robinson de Quinlan Terry al Downing College i la Biblioteca Sackler de Robert Adam Architects.